# Bogusław Horodyński

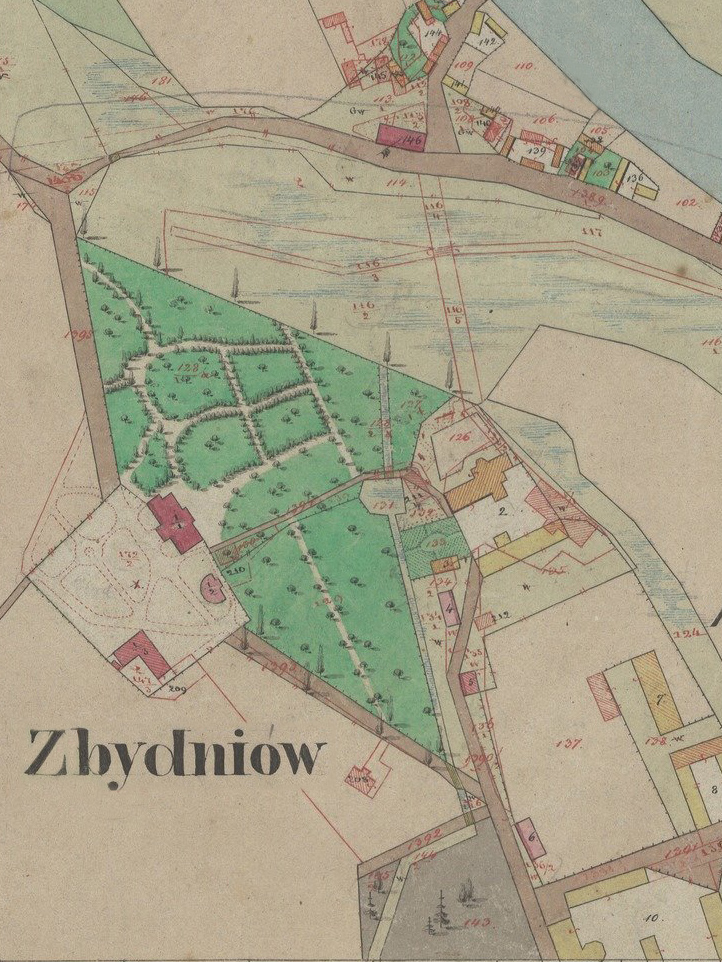
Dwór w Zbydniowie na mapie z 1851

Bogusław Roch Józef Horodyński herbu Korczak (ur. 25 października 1802 w Zbydniowie, zm. 30 listopada 1866 w Zbydniowie) – syn Dominika i Kunegundy z Brochowskich. Powstaniec, spiskowiec. Ojciec Zbigniewa Horodyńskiego, marszałka powiatu tarnobrzeskiego.

## Życiorys
Urodził się w rodzinnym majątku Zbydniów (województwo podkarpackie) w obwodzie rzeszowskim (Zabór austriacki). Ukończył studia na Uniwersytecie Warszawskim. W latach 1821–1824 służył w artylerii konnej wojska polskiego pod wielkim księciem Konstantym, wystąpił jednak wcześnie z wojska i zajął się gospodarką w majątku w Zbydniowie.
Wziął udział w powstaniu listopadowym. Bił się pod Olszynką Grochowską, Dębem Wielkim, pod Ostrołęką, służąc jako porucznik, z początku w artylerii, później w Legii Nadwiślańskiej, a potem pod generałem Ramorino. Po powstaniu wspomagał partyzantkę Józefa Zaliwskiego, przerzucając kilka wypraw do Królestwa Polskiego (dwór Horodyńskich w Zbydniowie stał się, z racji położenia tuż przy granicy z Królestwem Polskim, punktem przerzutowym).
Skazany przez władze austriackie spędził kilka lat w lochach austriackich twierdz w Spielbergu i Kufsteinu. Ułaskawiony, został wysłany na internowanie do Lublany. Na początku lat czterdziestych powrócił do Zbydniowa. W 1846 r. został ponownie, tym razem na krótko, aresztowany pod zarzutem udziału w przygotowaniach powstańczych.
W czasie powstania styczniowego udzielał poparcia oddziałom partyzanckim formującym się w jego okolicy.
Był właścicielem majątków ziemskich Zbydniów i Radomyśl.
Z małżeństwa z Zofią z Wierzbickich (1825–1900), córką Antoniego Wierzbickiego i Teresy z Błażowskich, miał ośmioro dzieci: 1) Julię Stefanię Horodyńską (1848–1870), 2) Bogusława Onufrego Teodora Horodyńskiego (1850–1896) żonatego z Antoniną Podleską, 3) Zbigniewa Leona Dominika Horodyńskiego (1851–1930) żonatego z Marią Innocentą Antonią Dominiką Podleską, 4) Stanisława Bolesława Emiliana Horodyńskiego (1852–1906) żonatego z Marią Frankowską, 5) Teresę Zofię Horodyńską (1855–1917) zamężną za Karolem Józefem Wiszniowskim (1848–1917), 6) Zofię Jadwigę Marię Horodyńską (1857–1879), 7) Onufrego Romana Piotra Horodyńskiego (1860-1924) żonatego z Olimpią Podleską (1865–1957) i 8) Jana Konstantego Witalisa Horodyńskiego (ur. 1860) żonatego z Elwirą Eberhardt.